# Mansour Challita
Mansour Yousef Challita foi um escritor, tradutor e diplomata libanês. Nascido na Colômbia, Challita passou a infância e boa parte da sua juventude no Líbano, onde estudou filosofia e letras. Cursou direito na França, e jornalismo na América do Norte.
Desde os anos 50, vivia no Brasil.  É o principal tradutor da obra de Gibran Khalil Gibran.  Traduziu também o Alcorão, Livro Sagrado do Islã (ISBN 9788577991686), cuja primeira edição ocorreu em 1970.
Faleceu em 12/07/2013 na cidade do Rio de Janeiro, onde foi sepultado.